# Digitale Geometrie
Die digitale Geometrie bzw. digitale Bildverarbeitung ist ein sehr neuer Teilbereich der Geometrie und der diskreten Mathematik, der die Eigenschaften geometrischer Kurven wie etwa Linien, Kreise oder Ellipsen in einem Raster aus diskreten Punkten untersucht. Sie findet vor allem in der Informatik Anwendung.

## Aufgaben und Anwendungen
Die digitale Geometrie ist ein relativ neues Forschungsgebiet, das sich mit dem Aufkommen von Rasterbildschirmen in der Computertechnologie entwickelte. Zu ihren möglichen Anwendungen zählt die Analyse und Entwicklung von Rasterungsverfahren in der Computergrafik. Weitaus bedeutender sind jedoch die Anwendungen in der Bildverarbeitung und dem maschinellen Sehen, die die umgekehrte Aufgabe der Computergrafik zu lösen versuchen, nämlich geometrische Formen in einer Rastergrafik zu erkennen und die Parameter, die sie definieren, auszuwerten.